# Tomasz Lekszycki
Tomasz Lekszycki (ur. 1953, zm. 2 września 2022) – polski specjalista w zakresie mechaniki, prof. dr hab. inż.

## Życiorys
Obronił pracę doktorską w 1981, następnie uzyskał w 2008 stopień doktora habilitowanego. 20 stycznia 2021 uzyskał tytuł profesora nauk inżynieryjno-technicznych. Pracował w Instytucie Podstawowych Problemów Techniki Polskiej Akademii Nauk.
Został zatrudniony na stanowisku profesora w Instytucie Mechaniki i Poligrafii na Wydziale Mechanicznym Technologicznym Politechniki Warszawskiej, oraz specjalisty naukowego-technicznego w Zakładzie Fizjologii i Patofizjologii Eksperymentalnej na Wydziale Lekarsko-Dentystycznym Warszawskiego Uniwersytetu Medycznego.
Był prodziekanem na Wydziale Inżynierii Produkcji Politechniki Warszawskiej, członkiem rady wydziału Lekarsko-Dentystycznego Warszawskiego Uniwersytetu Medycznego, a także członkiem Sekcji Biomechaniki Komitetu Mechaniki PAN, Polskiego Towarzystwa Biomechaniki i Europejskiego Towarzystwa Biomechaniki.

## Odznaczenia
- Srebrny Krzyż Zasługi (2002)[5]
- Medal Komisji Edukacji Narodowej[1]